# Pod novim krovovima
Pod novim krovovima je hrvatska serija televizijskih dramskih filmova koja ima četiri epizode od planiranih šest, a filmovi su premijerno prikazani 1969. godine na Televiziji Zagreb. Autori i scenaristi filmova su Alojz Majetić i Branislav Glumac, poznati zagrebački pisci koji su već stekli ugled kao tvorci televizijskih drama. Snimanje serije filmova započelo je u srpnju iste godine.
Filmovi su istraživali životne dileme i sukobe između mladih i starijih generacija, fokusirajući se na njihove različite pristupe životu, razmišljanjima i vrijednostima. Kroz priče o mladim ljudima i njihovim problemima, filmovi su prikazivali kako razlika u životnoj dobi stvara nesuglasice, dok se impulzivnost mladih suprotstavlja iskustvu i racionalizmu starijih. Teme si bile roditeljska ljubav, slobod, sukob i sazrijevanje, a kroz likove koji se nalaze u različitim životnim fazama, pruža duboku refleksiju o generacijskim napetostima.
Iako filmovi međudobno nisu imali povezanu radnju svaka epizoda bavila se različitim aspektima života, a prva epizoda, koja nosi naziv „Libertimento za Dadu i orkestar“, uvodi likove poput Toma, tehničara za popravak televizora, i Dade, mladića koji se suočava s problemima u društvu zbog svojih životnih izbora.

## Radnja
Radnja između serije filmova nije direktno povezana kroz kontinuiranu fabulu, jer svaka epizoda istražuje različite likove i njihove individualne probleme. Iako se serija sastoji od nekoliko epizoda, svaka epizoda nosi svoju zasebnu priču, a teme sukoba među generacijama i životnih dilema ostaju dosljedne kroz cijelu seriju. Nije  linearno povezivana u smislu da se priče iz svake epizode nastavljaju u sljedećoj, već se povezanost stvara kroz zajedničke motive i likove koji se suočavaju sa sličnim pitanjima, no u različitim okolnostima. Iako se svaka epizoda bavi različitim situacijama, one zajedno stvaraju širu sliku o životnim iskustvima mladih i starih, kao i izazovima koje donosi razlika u životnoj dobi i shvaćanjima svijeta.

## Epizode
Jedna od neprikazanih epizoda, filmova koja nije nikad prikazana bio je "Bazen za veliku djecu" u kojem su trebali glumiti Pavle Bogdanović, Iva Marjanović, Uglješa Kojadinović i Boris Festini. Radnja je pratila glavnog junaka koji osjeća potrebu za bijegom u neki drugi svijet, što ga dovodi do sve jače distorzije stvarnosti. Redatelj filma bio je Eduard Galić.
| # | Naslov                            | Redatelj       | Scenaristi                     | Datum prikazivanja  | Izvor |
| --- | --------------------------------- | -------------- | ------------------------------ | ------------------- | ----- |
| 1. | "Libertimento za Dadu i orkestar" | Joakim Marušić | Alojz Majetić Branislav Glumac | 17. rujna 1969.     | [ 2 ] |
| Prva epizoda prikazuje tehničara za popravak televizora, Tomu, koji se bavi kućnim popravcima i zbog toga često dolazi u sukobe s različitim ljudima. Tom je prikazan kao pozitivan lik, radan mladić, koji pokušava ostvariti svoj život. S druge strane, drugi protagonist, Dado, ima potpuno iskrivljene životne navike i potrebe. On provodi svoje dane u besposličarenju, zajedno s grupom prijatelja huligana, izazivajući sukobe. Takav način života Dadu je omogućila pretjerana roditeljska ljubav, koju mladi huligan u potpunosti iskorištava. |                                   |                |                                |                     |       |
| 2. | "Sastanak u bijelom"              | Joakim Marušić | Alojz Majetić Branislav Glumac | 24. rujna 1969.     | [ 3 ] |
| Mlada žena uskoro treba postati majka, no trenutak poroda zatiče je na ulici. U tom trenutku, slučajno se u njenoj blizini nađe TV-tehničar Tom, koji je svojim automobilom vozi do rodilišta. U čekaonici se razvija razgovor između nje i Toma, koji otkriva dublje aspekte njihovih života. |                                   |                |                                |                     |       |
| 3. | "Mrgud"                           | Eduard Galić   | Alojz Majetić Branislav Glumac | 1. listopada 1969.  | [ 4 ] |
| Mrgud je grafički radnik koji zarađuje dovoljno za ugodan život u građanskom stilu. Iako ima stabilnu egzistenciju, grad mu nudi mnoge prilike za uspjeh i slavu, pa počinje vjerovati da mu samo jedan korak nedostaje do velikih postignuća. S tom mišlju kreće u „pohod” prema slavi i uspjehu, trošeći svoje teško zarađene novce. No, njegov život bez prepreka ubrzo vodi do potpunog sloma. Na kraju, sve se mijenja kada ga pronađe TV-tehničar Tom, rođak njegove žene. |                                   |                |                                |                     |       |
| 4. | "Manekenka"                       | Joakim Marušić | Alojz Majetić                  | 15. listopada 1969. | [ 5 ] |
| Radnja ove epizode odvija se u podsvijesti mlade žene Irene, koja se suočava s vlastitim željama i unutarnjim konfliktnim osjećajima. Tema epizode temelji se na napetostima koje nastaju u braku. Irena i njen suprug Leo, nakon sedam godina braka, dolaze do trenutka kada otkrivaju stvarna lica jedno drugome. Leo je nekada bio cijenjeni rukovoditelj, poštovan i financijski stabilan, no nakon nesreće u kojoj je ozbiljno ozlijedio nogu, njegov život je krenuo nizbrdo. Irena je ranije uživala u ispunjavanju svojih želja, jer je Leo imao sredstva da joj to omogući. Međutim, s njegovom nesrećom nestali su i društveni status i novac, a njihov odnos počinje poprimati negativne tonove. U tim trenucima, oboje pokazuju svoja stvarna osjećanja, a izgovorene su prijetnje i razočaranja koja nisu mogla više biti skrivena. |                                   |                |                                |                     |       |

## Vanjske poveznice
- Pod novim krovovima u internetskoj bazi filmova IMDb-a